# 星蜂鸟
星蜂鸟（学名：Selasphorus calliope），是雨燕目蜂鸟科的一种鸟类。
星蜂鸟体重约2.64克，翼长约41.4毫米，嘴峰长约17.8毫米，喙宽度约2.1毫米，喙厚度约1.5毫米，跗蹠长约4.4毫米，尾长约22毫米。星蜂鸟是候鸟，其栖息在半开放的灌木丛中，食性为草食性，主要食物来源是植物的花蜜。
星蜂鸟分布于哥伦比亚北部山区至美国西南部；越冬于墨西哥南部。该物种是单型物种，没有亚种分化。